# Tommaso Caccini
Tommaso Caccini (Florença, 1574 – Florença, 1648) foi um frade e pregador dominicano italiano.
Nascido em Florença como Cosimo Caccini', entrou na ordem dominicana da Igreja Católica quando adolescente. Caccini começou sua carreira no mosteiro de San Marco e gradualmente tornou-se conhecido por seus sermões apaixonados. Ele freqüentemente pregava na Igreja de Santa Maria Novella, em Florença, que mais tarde seria o local de seu sermão mais famoso. Alguns historiadores, no entanto, especulam que os motivos por trás dos sermões de Caccini eram questionáveis porque "seu fanatismo nunca se separou da ambição pessoal de avançar dentro da ordem dominicana". Talvez uma indicação do desejo de sucesso de Caccini seja refletida por sua decisão de ser nomeado como "Tommaso", que se acredita ser uma homenagem a Tomás de Aquino. Tomás de Aquino era mais conhecido por seus pontos de vista sobre teologia e filosofia, e frequentemente discutia os efeitos da filosofia na doutrina da Igreja. Relatos históricos sugerem que, diferentemente de seu homônimo, o padre Caccini não estava interessado em equilibrar a teologia com os ideais filosóficos. De fato, os sermões altamente controversos de Caccini, que freqüentemente difamavam os críticos da doutrina da Igreja, acabaram resultando em disciplina pelo arcebispo de Bolonha.

## A Liga dos Pombos
Em Florença, Caccini se tornou membro de um grupo conhecido como "Liga dos Pombos", em homenagem a Lodovico delle Colombe.
Colombe teve a reputação de ser um dos primeiros indivíduos da Igreja a tentar inviabilizar os esforços científicos de Galileu Galilei. Outro membro famoso da Liga dos Pombos foi Niccolò Lorini, que frequentemente utilizava referências às Escrituras em seus sermões extremamente críticos contra Galileu.
Colombe denunciou a discussão de Galileu sobre a teoria copernicana, logo depois que Galileu confirmou várias descobertas celestes em 1609. Lorini seguiu emitindo um sermão contundente em 1613, respondendo às Letters on Solar Spots. Logo após o sermão de Lorini Galileu emitiu uma resposta, conhecida como "Carta a Castelli". A "Carta" tentou demonstrar que a teoria copernicana e o Livro de Josué não eram mutuamente exclusivos. Caccini viu a "Carta a Castelli" como uma oportunidade de desacreditar Galileu e seus seguidores ainda mais.

## Sermão em Santa Maria Novella
Em 20 de dezembro de 1614 Caccini proferiu um sermão na Santa Maria Novella em Florença, opondo-se fortemente ao apoio de Galileu à teoria copernicana. Embora o texto exato do sermão não esteja claro, os historiadores sugerem que Caccini pregou que a matemática e a ciência eram contrárias à palavra da Bíblia e, portanto, heréticas. Embora Caccini parecesse ter criticado a matemática e a ciência em geral, ele destacou Galileu e seus seguidores. Ele fez questão de utilizar a frase bíblica: "Vocês, homens da Galileia, por que estão olhando para o céu?" A frase pode ser encontrada em Atos 1:11. A frase se refere aos habitantes da Galileia que olhavam para o céu esperando que Jesus voltasse enquanto se dirigia ao céu. Caccini tentou jogar com as palavras da passagem, contrastando fortemente os atos supostamente heréticos de Galileu com a fé inabalável dos habitantes da Galileia.

### Reação
A reação ao sermão de Caccini variou de oposição vocal a elogios. Diz-se que o próprio Galileu descreveu Caccini como um indivíduo "de grande ignorância, não menos uma mente cheia de veneno e desprovida de caridade". Dentro da própria Igreja houve discordância substancial sobre como abordar o sermão contundente de Caccini. Matteo Caccini, irmão de Tommaso Caccini e ex-prior de um mosteiro em Cortona, ficou horrorizado com o sermão de Caccini em Florença. Ele declarou: "Estou com tanta raiva que não poderia estar mais ... [Padre Tommaso] revelou planos tão terríveis que mal conseguia me controlar. De qualquer forma, lavo minhas mãos para todo o sempre". O pregador geral da ordem dominicana ecoou os sentimentos de Matteo Caccini em uma carta que ele enviou a Galileu. Desculpando-se em nome da Ordem, lamentou que: "[ele tivesse] que responder por todas as idiotices" que seus irmãos perpetraram.

## Depoimento em Roma
Apesar da oposição de membros relativamente altos na Ordem Dominicana em relação às opiniões de Caccini, alguns historiadores especulam que o sermão de Caccini foi o catalisador do julgamento de Galileu, que ocorreu em Roma em 1615. Na época em que o Santo Ofício chamou Caccini para testemunhar contra Galileu, ele residia no convento romano de Santa Maria sopra Minerva. Caccini era um ex-aluno do Colégio de São Tomás, a futura Pontifícia Universidade São Tomás de Aquino, onde se tornou mestre e bacharel. Em 20 de março de 1615, diante de vários oficiais de alto escalão da Igreja, Caccini testemunhou sobre seu sermão e seu conhecimento de Galileu e seus seguidores. Caccini afirmou que, após o sermão, ele relatou ao padre inquisidor em Florença que os apoiadores de Galileu deveriam ser disciplinados por suas "mentes petulantes". Caccini acusou os seguidores de Galileu de fazer declarações blasfemas que questionavam a existência de Deus e a declaração da Igreja de que milagres eram atos realizados pelos santos. Caccini continuou afirmando que a noção de que a terra viaja ao redor do sol era ofensiva para as Escrituras, que declaravam a terra imóvel.
Além de discutir suas atividades após o sermão, os examinadores pediram a Caccini que discutisse suas opiniões sobre Galileu e seus seguidores. Apesar de Caccini claramente desprezar os ensinamentos de Galileu, ele tentou agir diplomaticamente quando questionado sobre o caráter de Galileu. Ele observou abertamente que Galileu havia sido considerado "um bom católico" por muitos. No entanto, Caccini demonstrou sua desaprovação às opiniões de Galileu sutilmente em sua declaração final. Quando perguntado se ele tinha alguma hostilidade em relação a Galileu ou seus seguidores, Caccini respondeu: "... eu não tenho nenhuma hostilidade em relação a Galileu ... ou contra os discípulos de Galileu. Antes, oro a Deus por eles".

## Após o julgamento
Enquanto Caccini esperava que suas reivindicações encorajassem Roma a agir contra Galileu, seu testemunho foi recebido com críticas mistas. A maioria de suas alegações foi desconsiderada pela Igreja, com exceção da alegação de que Letters on Solar Spots de Galileu era herética. Em 1616, após um exame da Carta, o Santo Ofício emitiu um relatório de que a noção de sol estacionário era herética. O Santo Ofício proibiu ainda Galileu em 26 de fevereiro de 1616 de ensinar ou defender a noção de que a Terra gira em torno de um sol estacionário.
Depois de dar seu testemunho em 1615, Caccini usou sua oposição a Galileu como veículo para alcançar seus ambiciosos objetivos profissionais. Gradualmente, sua carreira progrediu em Roma, e ele acabou se tornando o prior do mosteiro de San Marco, onde continuou a ajudar no Processo de Galileu Galilei. Caccini morreu aos 74 anos em Florença em 1648.